# 名古屋市立中央看護専門学校
名古屋市立中央看護専門学校（なごやしりつちゅうおうかんごせんもんがっこう）とは、かつて愛知県名古屋市東区にあった公立の専門学校。

## 概要
名古屋市の運営する看護専門学校で、東区葵町にあった旧名古屋法務局跡に開校した（1980年（昭和55年）に現在地に新築移転）。
開校以来、数多くの卒業生を輩出してきたが、医療をとりまく情勢の変化により看護師の高度化・専門化が求められ、より質の高い看護師を養成する環境を整えるため、名古屋市立大学看護学部と統合することとなった。2022年（令和4年）度以降の学生募集を停止し、2025年（令和7年）3月31日をもって閉校する。

## 沿革
- 1975年（昭和50年）4月1日 - 名古屋市立中央高等看護学院として開校[2]。
- 1976年（昭和51年）
  - 4月 - 専修学校の認可を受ける[2]。
  - 9月1日 - 名古屋市立中央看護専門学校に改称[2]。
- 1980年（昭和55年）
  - 3月29日 - 現在地に校舎を新築移転[2]。
  - 4月1日 - 助産学科を設置[2]。
- 1990年（平成2年）4月1日 - 名古屋市立看護専門学校の廃止に伴い、同校の2年課程を引き継ぎ第二看護学科とする。同時に看護学科を第一看護学科に改称[2]。
- 1995年（平成7年）4月1日 - 第一看護学科を看護第二学科、第二看護学科を看護第三学科に改称。新たに3年課程の全日制を設置し、第一看護学科とする[2]。
- 2006年（平成18年）3月31日 - 第三看護学科を廃止[2]。
- 2013年（平成25年）
  - 3月31日 - 助産学科を廃止[2]。
  - 5月13日 - なごやナースキャリアサポートセンターを開設[2]。
- 2025年（令和7年）
  - 3月1日 - 閉校式を敢行[4]
  - 3月31日 - 閉校（予定）。

## 設置課程
- 看護第一学科（全日制・3年）[1]
- 看護第二学科（昼間定時制・4年）[1]

## 交通アクセス
- 名古屋市営地下鉄東山線「新栄町駅」から徒歩で約5分[1]。
- 名古屋市営地下鉄桜通線「高岳駅」から徒歩で約8分[1]。